# Контратович, Эрнест Рудольфович
Эрнест Рудольфович Контратович (укр. Ерне́ст Рудо́льфович Контрато́вич; 17 мая 1912, Кална Розтока (ныне район Снина, Прешовского края , Словакия) — 2009, Ужгород, Украина) — украинский живописец. Народный художник УССР (1991).
Один из основателей закарпатской школы живописи.

## Биография
Сын учителя народной школы. В 1932 году окончил Ужгородскую учительскую семинарию. Одновременно посещал ужгородскую публичную художественную школу-студию, основанную А. Эрдели и Й. Бокшаем.
После её окончания принимал участие в городских художественных выставках.
С 1934 года — член Товарищества деятелей изобразительного искусства Подкарпатской Руси.
После присоединения Закарпатья к СССР художник жил и работал в Ужгороде. Один из организаторов и первый председатель Закарпатской областной организации Союза художников УССР (с 1946). Принимал участие в создании Закарпатской картинной галереи, преподавал в Ужгородском художественно-промышленном училище.
С 1946 г. — участник республиканских, всесоюзных и зарубежных художественных выставок.
Персональные выставки художника прошли в Киеве (1974, 1975, 1976 и 2001 г.г.), в Пряшеве (Словакия, 1974 г.) и в Ужгороде (1968, 1997, 2002 и 2007 г.г.).

## Творчество
Создал собственное направление экспрессионизма, в котором отразил темы природы, фольклора и народного быта Закарпатья.
Автор ряда пейзажей, жанровых полотен
Картины художника хранятся ныне в музейных, галерейных и частных коллекциях Украины, Словакии, России.

## Избранные картины
- «Освящение воды» (1938),
- «Похороны бедняка» (1939),
- «Печальные мелодии» (1940),
- «Ведут арестованных» (1943),
- «Радостная послевоенная весна» (1968),
- «Карпатская осень» (1969),
- «Жницы» (1970),
- «Еврейские кладбища»
- серии
  - «Карпатские мадонны» (1939—1972)
  - «Вид с полонины»,
  - «Мальвы»,
  - «Последний снег в горах»,
  - «Поздняя осень».

## Награды
- 1981 — Заслуженный художник УССР
- 1991 — Народный художник УССР
- 2007 — Орден князя Ярослава Мудрого V степени
- Почётный гражданин г. Ужгорода